# Primula calyptrata
Primula calyptrata är en viveväxtart som beskrevs av X.Gong och R.C.Fang. Primula calyptrata ingår i släktet vivor, och familjen viveväxter. Inga underarter finns listade i Catalogue of Life.